# Johannes George Rutgers
Johannes George Rutgers ('s-Hertogenbosch, 5 mei 1880 - Voorburg, 7 december 1956) was een Nederlands wiskundige en hoogleraar in de zuivere en toegepaste wiskunde en de mechanica aan de Technische Hogeschool te Delft, en rector magnificus in het studiejaar 1933-1934.

## Levensloop
Rutgers was de zoon van doctor Abraham Rutgers en Elisabeth Kobus, en was een broer van Abram Rutgers en Johannes Rutgers. Rutgers studeerde wiskunde en in 1904 promoveerde cum laude in de wiskunde onder Prof.dr. W. Kapteyn aan de Universiteit van Utrecht. Zijn proefschrift was getiteld Over differentialen van gebroken orde en haar gebruik bij de afleiding van bepaalde integralen, naar het gelijknamig proefschrift van zijn vader in 1870.
Rutgers werd in Delft aangesteld als hoogleraar in de zuivere en toegepaste wiskunde en de mechanica aan de afdeling der algemene wetenschappen, waar hij rond 1928 ook voorzitter van de afdeling was. In het studiejaar 1933-1934 diende hij als rector magnificus aan de universiteit.

## Personalia
Rutgers trouwde op 10 augustus 1905 met Emilie Annie de Waal. Hij kreeg met haar twee dochters. Na het overlijden van zijn vrouw in 1916 is hij op 17 april 1919 in 's-Gravenhage getrouwd met de weduwe Anna Pijs. Met haar kreeg hij een dochter.

## Publicaties
- Frederik Schuh & J.G. Rutgers, Compendium der hoogere wiskunde, 1919.
- Rutgers, J.G. Meetkunde der kegelsneden, P. Noordhoff, 1939.
- Rutgers, Dr. J.G. Beknopte Analystische Meetkunde. Noordhoff N.V Groningen, 1946.

- Biografisch Portaal: 61486661
- International Standard Name Identifier: 0000 0003 9704 2495
- Library of Congress Control Number: no2014108617
- Mathematics Genealogy Project: 113615
- Nederlandse Thesaurus van Auteursnamen: 069449481
- Virtual International Authority File: 292120390
- WorldCat: E39PBJkdqFJ4TJGGYCKMgfbjmd